# Foreign Affair Tour
Foreign Affair Tour – trzecia trasa koncertowa amerykańskiej wokalistki Tiny Turner. Trwała od 27 kwietnia 1990 do 4 listopada 1990 roku. Na trasę związaną z albumem Foreign Affair składało się 121 koncertów miastach europejskich. Nagranie z koncertu w Barcelonie wydano na kasecie VHS pod tytułem „Tina Live From Barcelona 1990 – Do You Want Some Action?"

## Zespół
- Tina Turner – wokal;
- James Ralston – gitara, wokal pomocniczy;
- John Miles – gitara, wokal pomocniczy;
- Bob Feit – gitara basowa;
- Jack Bruno – perkusja;
- Timmy Capello – perkusja, instrumenty klawiszowe, saksofon, wokal pomocniczy;
- Ollie Marland – instrumenty klawiszowe, wokal pomocniczy;
- Kenny Moore – fortepian, wokal pomocniczy;

- Lejeune Richardson – chórek;
- Annie Behringer – chórek;

## Lista utworów
1. Steamy Windows – wejście: powoli opadające z sufitu sceny schody, po których Tina schodzi na scenę
2. Typical Male
3. Foreign Affair
4. Undercover Agent For The Blues
5. Ask Me How I Feel
6. We Don't Need Another Hero
7. Private Dancer
8. I Can't Stand The Rain
9. Nutbush City Limits
10. Addicted To Love
11. The Best
12. I Don’t Wanna Lose You
13. What’s Love Got To Do With It
14. Let’s Stay Together
15. Proud Mary
16. What You Get Is What You See
17. Show Some Respect
18. Better Be Good To Me – pod koniec utworu artystka wchodzi na wysięgnik, na którym śpiewa wspólnie z widownią, będąc kilka metrów nad nią
19. Be Tender With Me Baby

## Przebieg trasy
- 27/04/1990 Sportpaleis – Antwerpia, Belgia
- 28/04/1990 Sportpaleis – Antwerpia, Belgia
- 01/05/1990 Arena di Verona – Werona, Włochy
- 03/05/1990 Palatrussardi – Mediolan, Włochy
- 04/05/1990 Palatrussardi – Mediolan, Włochy
- 05/05/1990 Stadio Olimpico – Turyn, Włochy
- 07/05/1990 PalaEUR – Rzym, Włochy
- 08/05/1990 Stadio Communale – Cava de’ Tirreni, Włochy
- 09/05/1990 Palasport – Florencja, Włochy
- 12/05/1990 Scandinavium – Göteborg, Szwecja
- 14/05/1990 Eishalle – Helsinki, Finlandia
- 15/05/1990 Eishalle – Helsinki, Finlandia
- 17/05/1990 Globen – Sztokholm, Szwecja
- 18/05/1990 Globen – Sztokholm, Szwecja
- 19/05/1990 Globen – Sztokholm, Szwecja
- 20/05/1990 Valle Hovin – Oslo, Norwegia
- 22/05/1990 Gentofte Stadion – Kopenhaga, Dania
- 24/05/1990 Wildparkstadion – Karlsruhe, Niemcy
- 26/05/1990 Müngersdorferstadion – Kolonia, Niemcy
- 27/05/1990 Olympiastadion – Monachium, Niemcy
- 29/05/1990 Waldbühne – Berlin, Niemcy
- 30/05/1990 Waldbühne – Berlin, Niemcy
- 31/05/1990 Waldbühne – Berlin, Niemcy
- 02/06/1990 Neckarstadion – Stuttgart, Niemcy
- 03/06/1990 Waldstadion – Frankfurt nad Menem, Niemcy
- 04/06/1990 Niedersachsenstadion – Hanower, Niemcy
- 06/06/1990 Weseremshalle – Oldenburg, Niemcy
- 07/06/1990 Weseremshalle – Oldenburg, Niemcy
- 09/06/1990 Weserstadion – Brema, Niemcy
- 10/06/1990 Zeppelinfieldstadion – Norymberga, Niemcy
- 13/06/1990 Linzer Stadion – Linz, Austria
- 14/06/1990 Prater Stadion – Wiedeń, Austria
- 16/06/1990 St. Jakob Stadion – Bazylea, Szwajcaria
- 17/06/1990 St. Jakob Stadion – Bazylea, Szwajcaria
- 19/06/1990 Westfalenhalle – Dortmund, Niemcy
- 20/06/1990 Westfalenhalle – Dortmund, Niemcy
- 21/06/1990 Grugahalle – Essen, Niemcy
- 23/06/1990 Feyenoord Stadion – Rotterdam, Holandia
- 24/06/1990 M.E.C.C Arena – Maastricht, Holandia
- 26/06/1990 La Galaxie Metz, Francja
- 28/06/1990 Pałac wersalski – Wersal, Francja
- 30/06/1990 Stade de la Pontaise – Lozanna, Szwajcaria
- 01/07/1990 Lugano, Szwajcaria
- 02/07/1990 Halle Tony Garnier – Lyon, Francja
- 04/07/1990 Plaza de Toros de las Ventas – Madryt, Hiszpania
- 06/07/1990 Plaça Monumental – Barcelona, Hiszpania
- 08/07/1990 Estadio El Molinón – Gijón, Hiszpania
- 11/07/1990 Stade Pratesi – Aix-en-Provence, Francja
- 14/07/1990 National Exhibition Centre – Birmingham, Wielka Brytania
- 15/07/1990 National Exhibition Centre – Birmingham, Wielka Brytania
- 17/07/1990 National Exhibition Centre – Birmingham, Wielka Brytania
- 18/07/1990 National Exhibition Centre – Birmingham, Wielka Brytania
- 19/07/1990 National Exhibition Centre – Birmingham, Wielka Brytania
- 21/07/1990 Gateshead International Stadium – Gateshead, Wielka Brytania
- 22/07/1990 Gateshead International Stadium – Gateshead, Wielka Brytania
- 24/07/1990 Portman Road Stadium – Ipswich, Wielka Brytania
- 25/07/1990 Portman Road Stadium – Ipswich, Wielka Brytania
- 28/07/1990 Woburn Abbey – Woburn, Wielka Brytania
- 29/07/1990 Woburn Abbey – Woburn, Wielka Brytania
- 24/08/1990 Galgenwaard Stadion – Utrecht, Holandia
- 25/08/1990 Wesseinsee – Berlin, Niemcy
- 26/08/1990 Hockenheimring – Hockenheim, Niemcy
- 28/08/1990 Olympic Stadium – Ateny, Grecja
- 02/09/1990 Zentralstadion – Lipsk, Niemcy
- 05/09/1990 Wildparstadion – Karlsruhe, Niemcy
- 08/09/1990 Prater Stadion – Wiedeń, Austria
- 16/09/1990 SECC – Glasgow, Wielka Brytania
- 17/09/1990 King’s Hall – Belfast, Wielka Brytania
- 19/09/1990 Wembley Arena – Londyn, Wielka Brytania
- 20/09/1990 Wembley Arena – Londyn, Wielka Brytania
- 21/09/1990 Wembley Arena – Londyn, Wielka Brytania
- 22/09/1990 Wembley Arena – Londyn, Wielka Brytania
- 24/09/1990 Wembley Arena – Londyn, Wielka Brytania
- 25/09/1990 Wembley Arena – Londyn, Wielka Brytania
- 26/09/1990 Wembley Arena – Londyn, Wielka Brytania
- 29/09/1990 Wembley Arena – Londyn, Wielka Brytania
- 01/10/1990 Estádio Riazor – A Coruña, Hiszpania
- 02/10/1990 Plaza de Bilbao – Bilbao, Hiszpania
- 03/10/1990 Estadio Vicente Calderon – Madryt, Hiszpania
- 05/10/1990 Estadi Olympic – Barcelona, Hiszpania
- 06/10/1990 Estadi Olympic – Barcelona, Hiszpania
- 07/10/1990 Estadio Comunal de Aixovall – Aixovall, Andora
- 09/10/1990 Estadio la Romareda – Saragossa, Hiszpania
- 10/10/1990 Palais Des Sports – Tuluza, Francja
- 11/10/1990 Patinoire de Meriadec – Bordeaux, Francja
- 13/10/1990 Hallenstadion – Zurych, Szwajcaria
- 15/10/1990 Palais Omnisports de Bercy – Paryż, Francja
- 16/10/1990 Palais Omnisports de Bercy – Paryż, Francja
- 17/10/1990 Palais de la Beaujoire – Nantes, Francja
- 19/10/1990 Palais Des Sports – Lille, Francja
- 20/10/1990 Festhalle – Frankfurt nad Menem, Niemcy
- 21/10/1990 Olympiahalle – Monachium, Niemcy
- 22/10/1990 Sporthalle – Kolonia, Niemcy
- 24/10/1990 National Exhibition Centre – Birmingham, Wielka Brytania
- 25/10/1990 National Exhibition Centre – Birmingham, Wielka Brytania
- 27/10/1990 Royal Dublin Showground – Dublin, Irlandia
- 28/10/1990 Royal Dublin Showground – Dublin, Irlandia
- 29/10/1990 Royal Dublin Showground – Dublin, Irlandia
- 31/10/1990 Hallenstadion – Zurych, Szwajcaria
- 01/11/1990 Thialfijsstadion – Heerenveen, Holandia
- 02/11/1990 Ahoy – Rotterdam, Holandia
- 03/11/1990 Ahoy Rotterdam|Ahoy – Rotterdam, Holandia
- 04/11/1990 Ahoy – Rotterdam, Holandia